# 皮爾斯穹
皮爾斯穹（英語：Pearce Dome）是南極洲的穹丘，位於亞歷山大一世島東岸，處於胡夫峰西北面0.9公里和布洛德文峰以東1.1公里，海拔高度約789米，現時由南極條約體系管理。